# Unimog

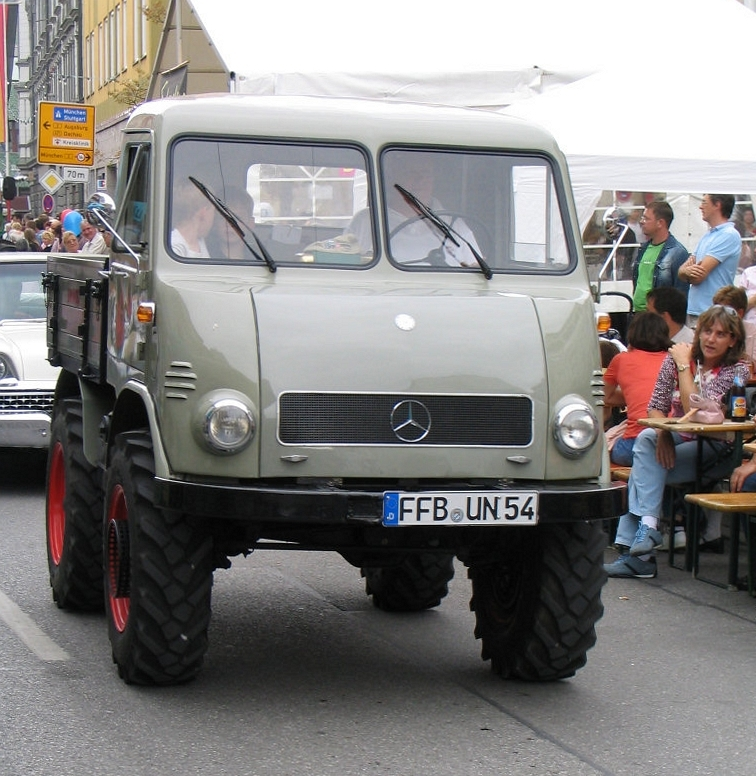
Unimog 401 (1953-1956)

Označení Unimog (zkratka německého Universal-Motor-Gerät, česky univerzální motorový stroj) nese celá škála německých univerzálních lehkých nákladních automobilů vyráběných firmou Mercedes-Benz (nyní součástí Daimler AG).
První model byl navržen krátce po druhé světové válce, původně pro použití v zemědělství. Unimog má pohon všech kol, je používán jak v základní verzi pro přepravu nákladů, tak jako tahač, podvozek pro užitkové nástavby i stacionární stroj pro připojení příslušenství v zemědělství, komunální údržbu, armádu a mnoho dalších aplikací.

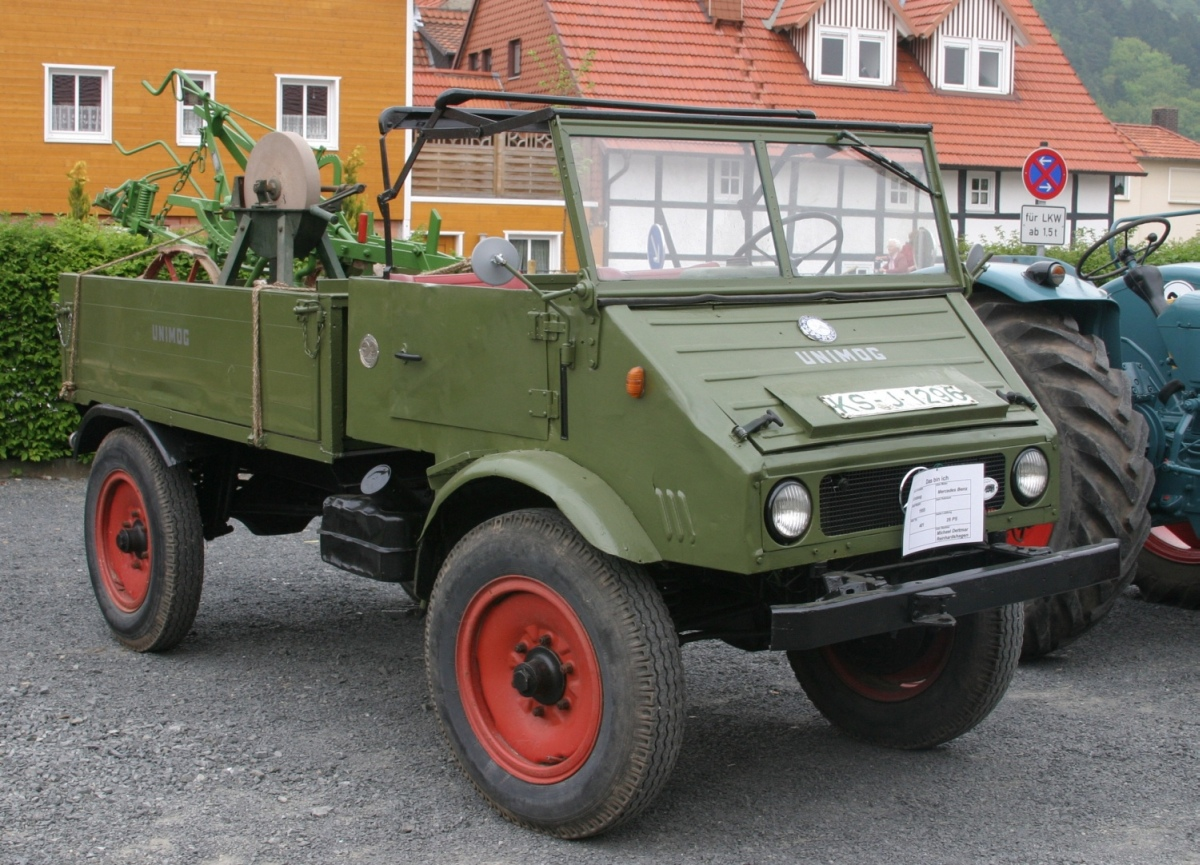
Unimog 401 „Cabrio“ (1955)

## Historie

### 1945 – 1951

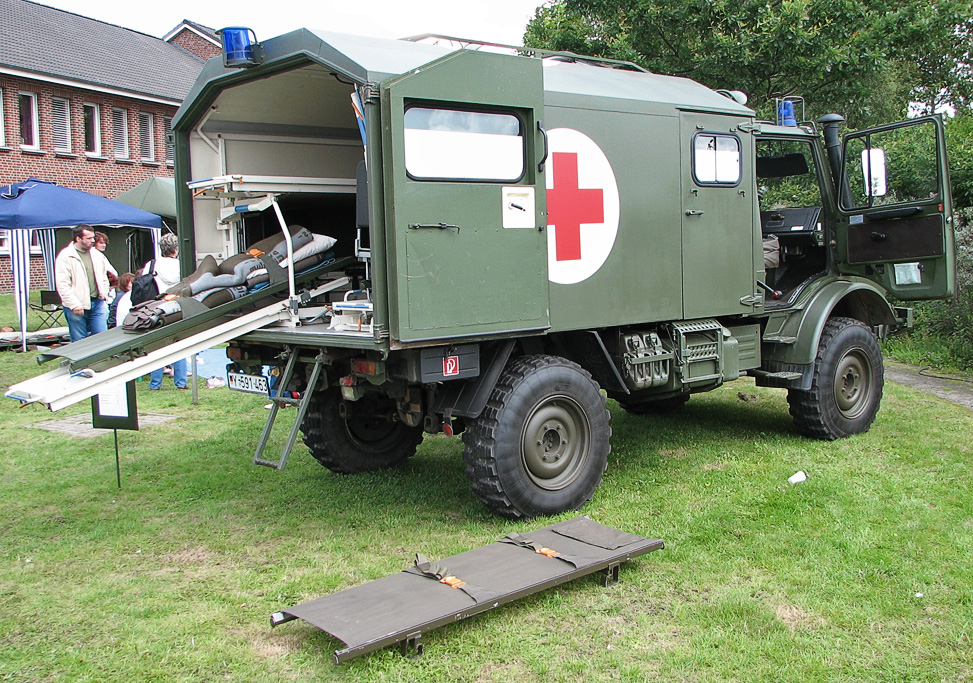
Unimog Bundeswehru, sanitní vůz

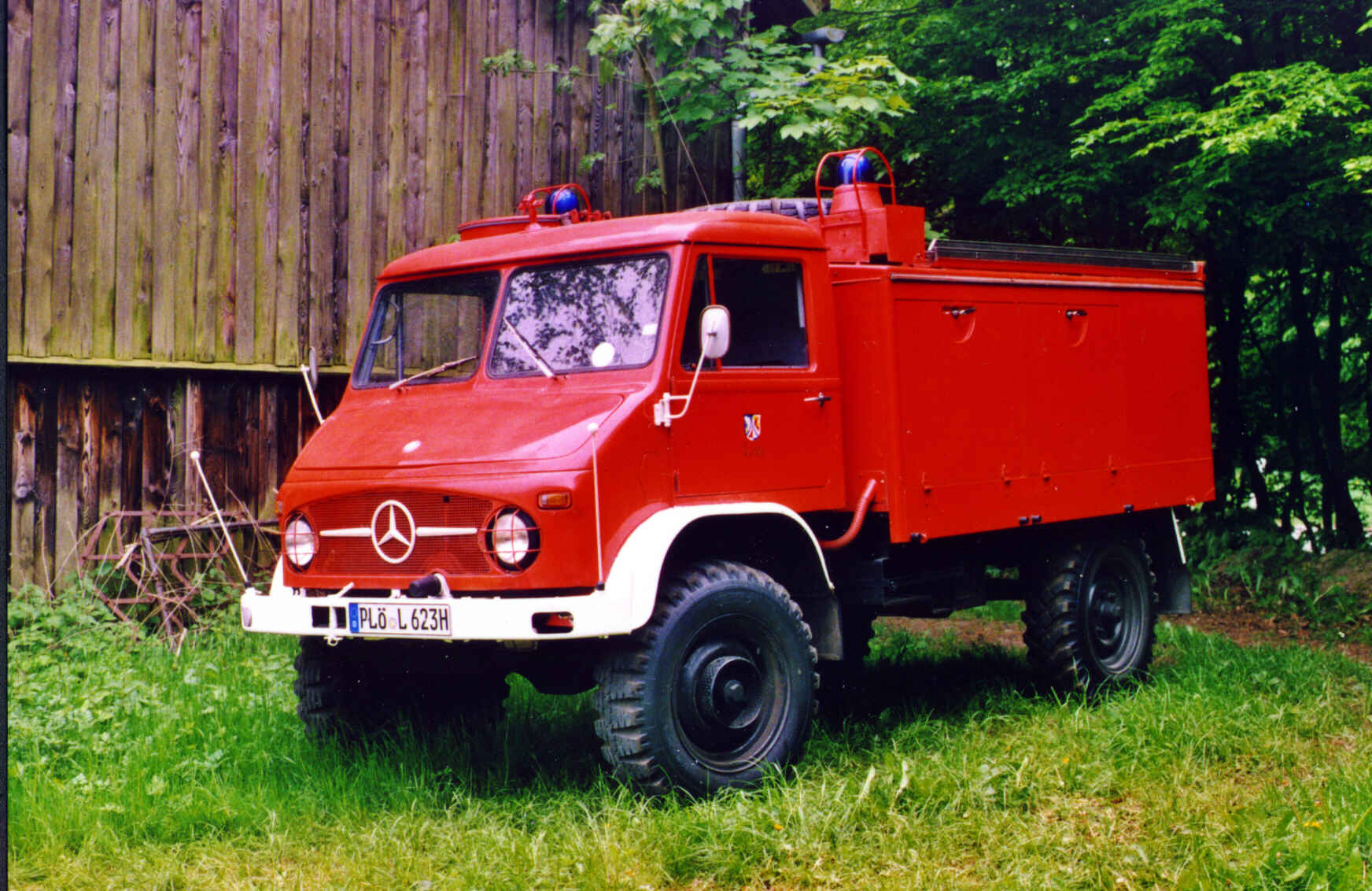
Hasičský Unimog TLF8 na bázi S404.1

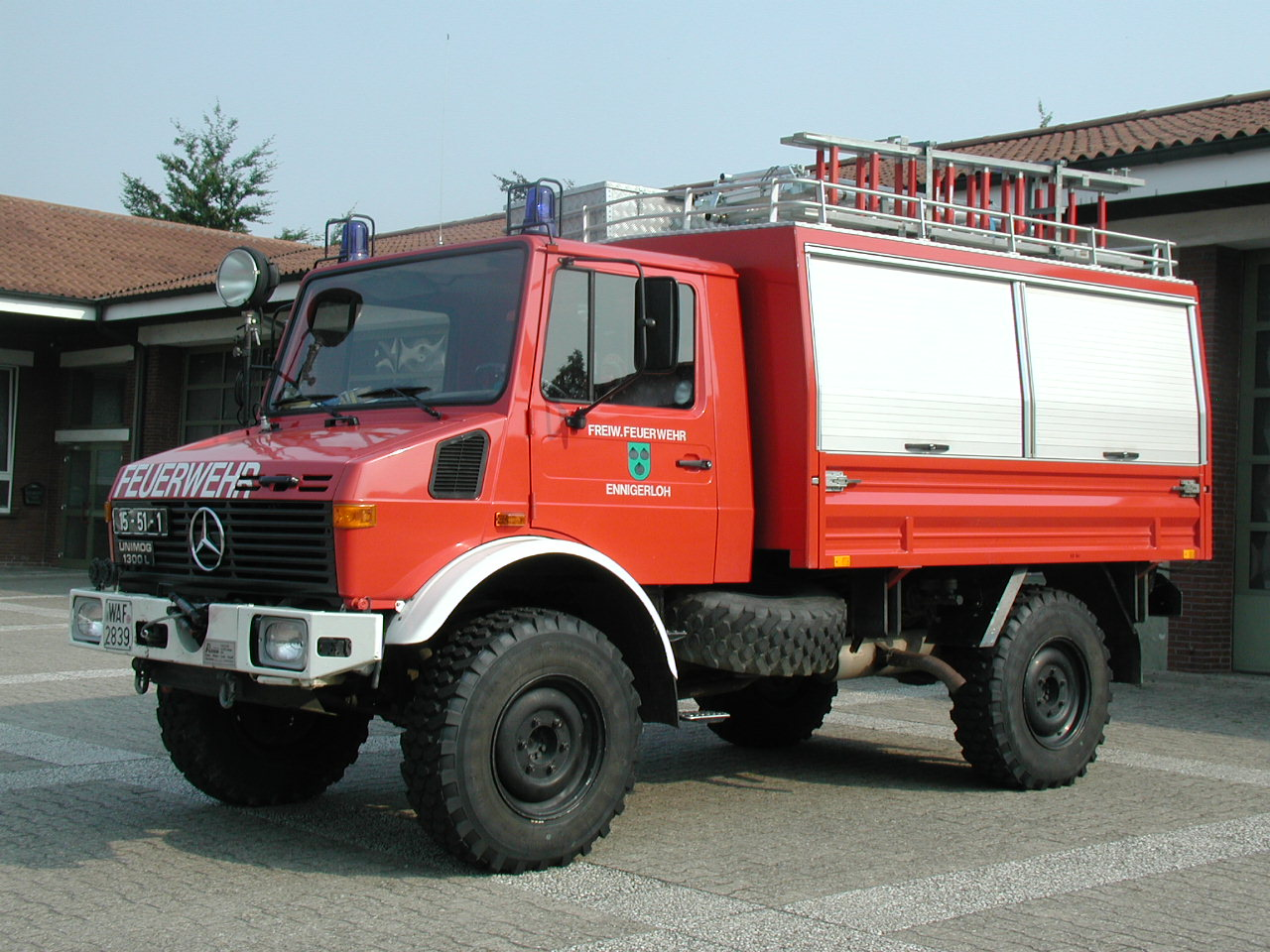
U 1300L dobrovolných hasičů města Ennigerloh (verze 1987-1992)

Autorem myšlenky a návrhu prvního vozu řady Unimog je Albert Friedrich, bývalý vedoucí konstrukční kanceláře Daimler-Benz pro letecké motory. Už během války se zabýval myšlenkou vyrobit zvláštní zemědělské vozidlo – kompaktní tahač, krátce po skončení války se pustil do vývoje. Ačkoliv hlavním oborem využití nového vozu mělo být zemědělství, Friedrich navrhl stroj výrazně odlišný od tehdejších traktorů. Partnerem při vývoji byl mezi jinými Friedrichův bývalý kolega Heinrich Rößler, dříve zaměstnaný v konstrukci osobních vozů a motorů Daimler-Benz. 1. prosince 1945 uzavřel Albert Friedrich smlouvu o výrobě „víceúčelového traktoru“ se strojírenskou firmou Erhard & Söhne z města Schwäbisch Gmünd.
Už první prototyp měl zkosenou příď, krytou kabinu a co největší možnou ložnou plochu a náhon na všechna čtyři poměrně velká kola, samosvorné diferenciály na obou nápravách a vysokou světlost, vpředu i vzadu měl vyvedeny hnací hřídele pro pohon nářadí a vzadu i tažné zařízení, tím byl shodný s pozdějšími modely. V té době vznikl i název vozu, akronym Unimog navrhl inženýr Hans Zabel. Na jaře chyběl jen vhodný vznětový motor, prototyp byl vybaven benzínovým čtyřválcem o objemu 1,7 litru z osobního vozu řady 170V. Sériový Unimog byl už osazen nově vyvinutým motorem Daimler-Benz OM 636. Motor dával tahači výkon pouhých 25 koní. Díky šestistupňové převodovce s „krátkými“ převody mohl vůz jet rychlostí od 0,5 do 52 km/h a výkon motoru byl dostatečný. Vše společně tvořilo jednoduchý, ale přitom nekonvenční stroj, výrazně se lišící od běžných traktorů. Na jaře 1947 provedli konstruktéři s vozem označeným U 1 v okolí Gmündu první zkušební jízdy a v průběhu celého roku 1947 se další stroje důkladně testovaly. V Gmündu byly vyrobeny čtyři prototypy.
Sériové výrobě už tedy nestálo nic v cestě – kromě výběru správného partnera, protože firma Erhard, která se na vývoji podstatně podílela, nepřicházela v důsledku malých výrobních kapacit v úvahu. Bylo osloveno několik výrobců, ale vybrána byla až strojírenská firma Gebrüder Boehringer z Göppingenu, která vyrobila nejprve prototypy označené „U 5“ (dnes v Unimog-Museum v Gaggenau) a „U 6“ (dnes v soukromé sbírce v Kolíně). První Unimog byl oficiálně představen veřejnosti na výstavě DLG ve Frankfurtu v roce 1948, kde vzbudil oprávněný zájem. Na podzim roku 1948 začala sériová výroba typu U 25.
U 25 (podle výkonu motoru) měl rozvor 1760 mm a rozchod jen 1270 mm, pohotovostní hmotnost 1780 kg, celkovou pak až 3150 kg. Relativně úzká konstrukce odpovídala zejména požadavkům zemědělců, tento rozměr byl typickou roztečí mezi dvěma řádky bramborového pole.
V průběhu let 1948 až 1951 bylo u „bratří Boehringerů“ vyrobeno přibližně 600 Unimogů řady označené 70200, z tohoto počtu bylo prvních 100 vozů tzv. „předsérie“. Úspěchem byl prodej téměř 400 kusů této první série orgánům francouzských okupačních sil. Vozy vyrobené v Göppingenu nesly na masce jako znak stylizovanou býčí hlavu s rohy formovanými do tvaru písmene „U“.

### 1951
V roce 1951 převzal Mercedes-Benz od firmy Boehringer výrobu Unimogů a přestěhoval ji do nově vybavené továrny v Gaggenau. Zde začala 3. června výroba řady 2010, zatím ještě s původním znakem továrny v Göppingenu, později už nesly vozy na masce znak Mercedesu – trojcípou hvězdu.

### 1953
Výroba vozů U 2010, přeznačených na U 401 (U 402 delší verze) pokračovala. Brzy se objevily vozy s
uzavřenou kabinou, ty vyráběla firma Westfalia, později především výrobce obytných automobilů, dnes dceřiná společnost firmy Daimler AG. Vozů řady 401 a 402 bylo vyrobeno celkem 16 250 kusů.

### 1955
V květnu vyjel z továrních pásů první Unimog S řady 404.1. V protikladu k původním vozům už byl koncipován jako terénní nákladní automobil. Rozvor měl 2900 mm a byl tak určen zejména pro užití v nově vzniklém Bundeswehru. Tak začala kariéra Unimogu S jako vozidla pro armádní použití ve všech částech světa. Unimog S měl typickou oválnou mřížku chladiče se světlomety typickými pro tehdejší užitková vozidla Mercedes-Benz. Rozvor se oproti typům U zvětšil téměř o jeden metr, nejprve na 2670, poté až na 2900 mm. Pod kapotou byl upravený šestiválcový benzínový motor o objemu 2,2 litru z osobních vozů řady 220. Výkon byl snížen na 82 koní, později byly dodávány motory 2,8 litrů s výkonem 110 koní. Vozy byly vyráběny ve třech provedeních; s otevřenou kabinou s plátěnou střechou, s uzavřenou ocelovou kabinou a od roku 1963 jako model 406 v modernějším uzavřeném provedení.
První sérii 1100 vozů odebrala francouzská armáda. Bundeswehr během celého období výroby odebral 36 000 Unimogů různých verzí. V průběhu let se k armádám přidali i civilní zákazníci a celkem bylo vozů řady S do roku 1980 vyrobeno úctyhodných 64 242 kusů. Typ S se tak stal nejúspěšnějším Unimogem v historii.

### 1956
Motor verze U 401/402 o výkonu 25 koní už nestačil možnostem, které poskytovala neustále rozvíjená konstrukce vozů. Nástupce byl označen U 411, měl rozvor 1760 mm. Výkon shodného motoru byl zvýšen na 30 a později 32 koní. O rok později se objevila nadstandardní synchronizovaná převodovka, od roku 1959 montovaná sériově.

### 1957
Uzavřená varianta s dlouhým rozvorem dostala novou kabinu (Westfalia typ DvF). V květnu 1961 sjel z výrobní linky v Gaggenau 50 000. Unimog. Výkon stoupl z 32 na 34 koní. Tento typ se ve výrobě udržel až do sedmdesátých let.

### 1963
Program Unimog se v roce 1963 rozšířil o řadu 406. První modely měly vznětový šestiválec s výkonem 65 koní, v průběhu let se zvýšil na 110 koní. Rozvor U 406 byl 2380 milimetrů. Výroba tohoto typického modelu Unimog pokračovala až do roku 1988.

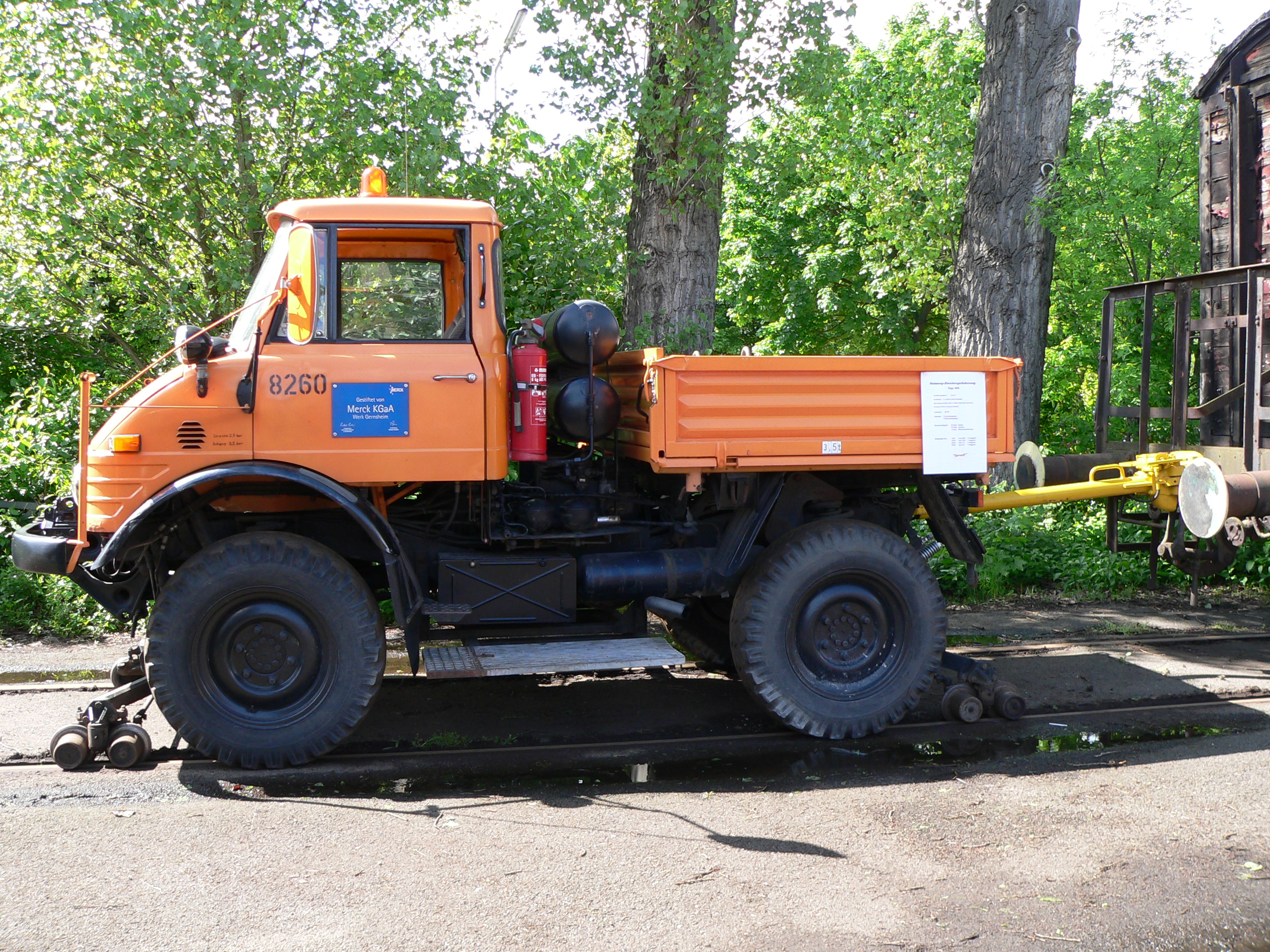
Unimog 406 (1971)
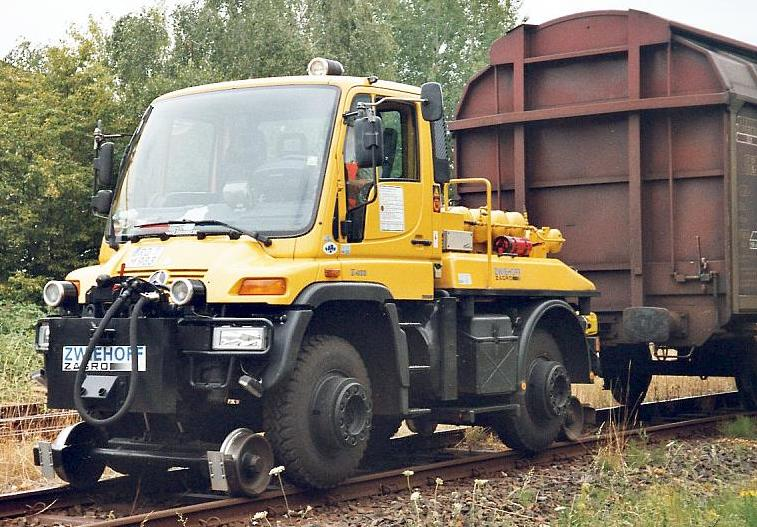
Posunovací Unimog U 400 (2000)
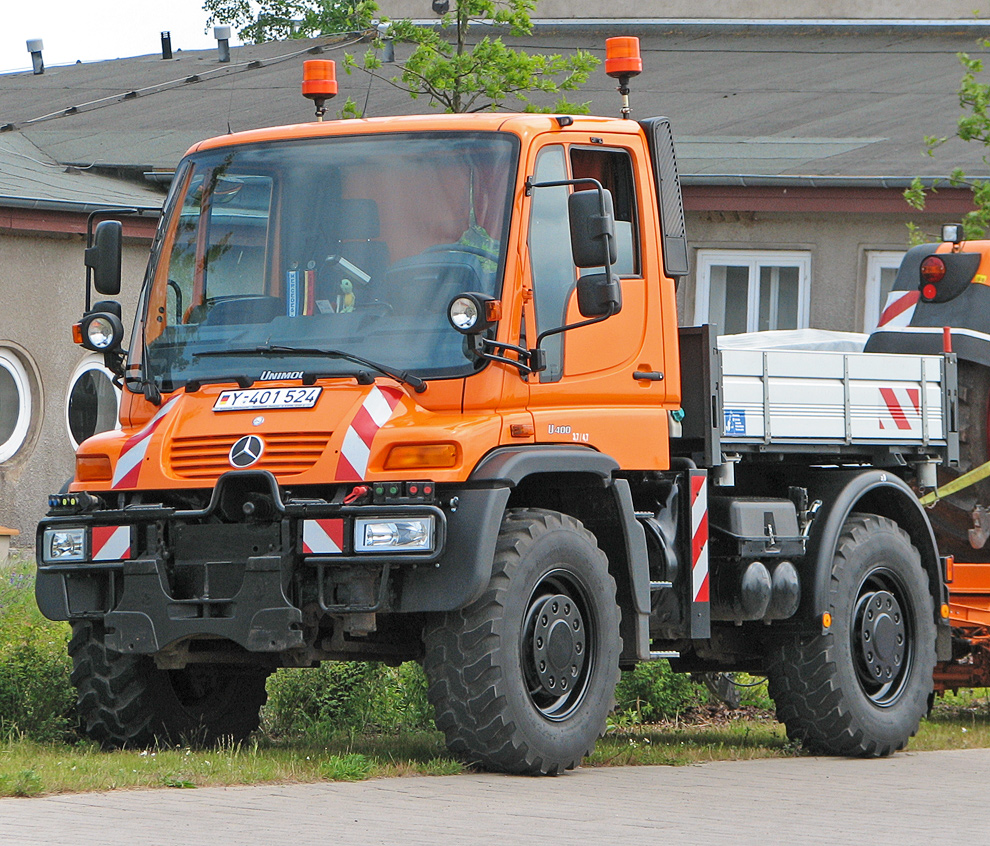
Unimog U 400
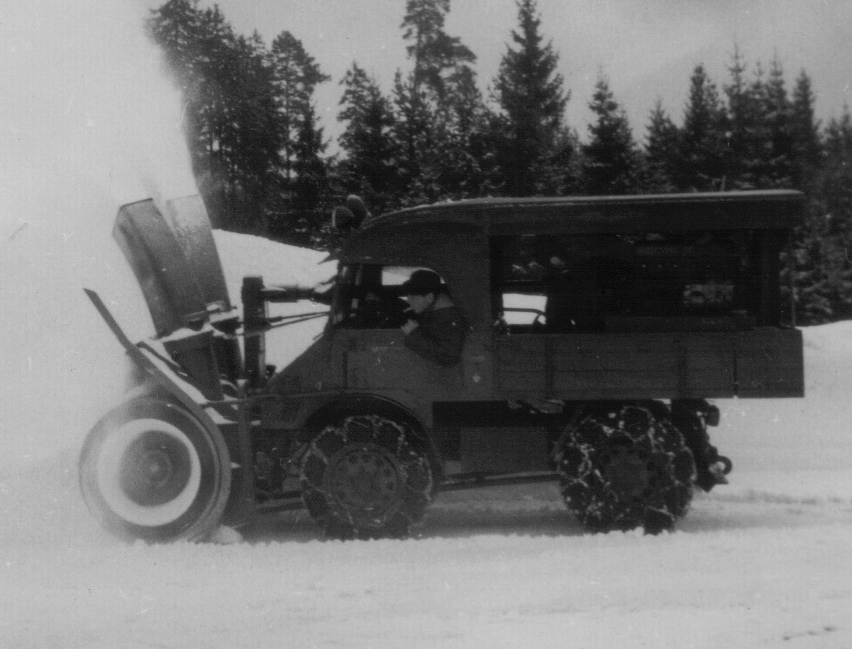
Unimog 401 sněžná fréza (okolo roku 1955)
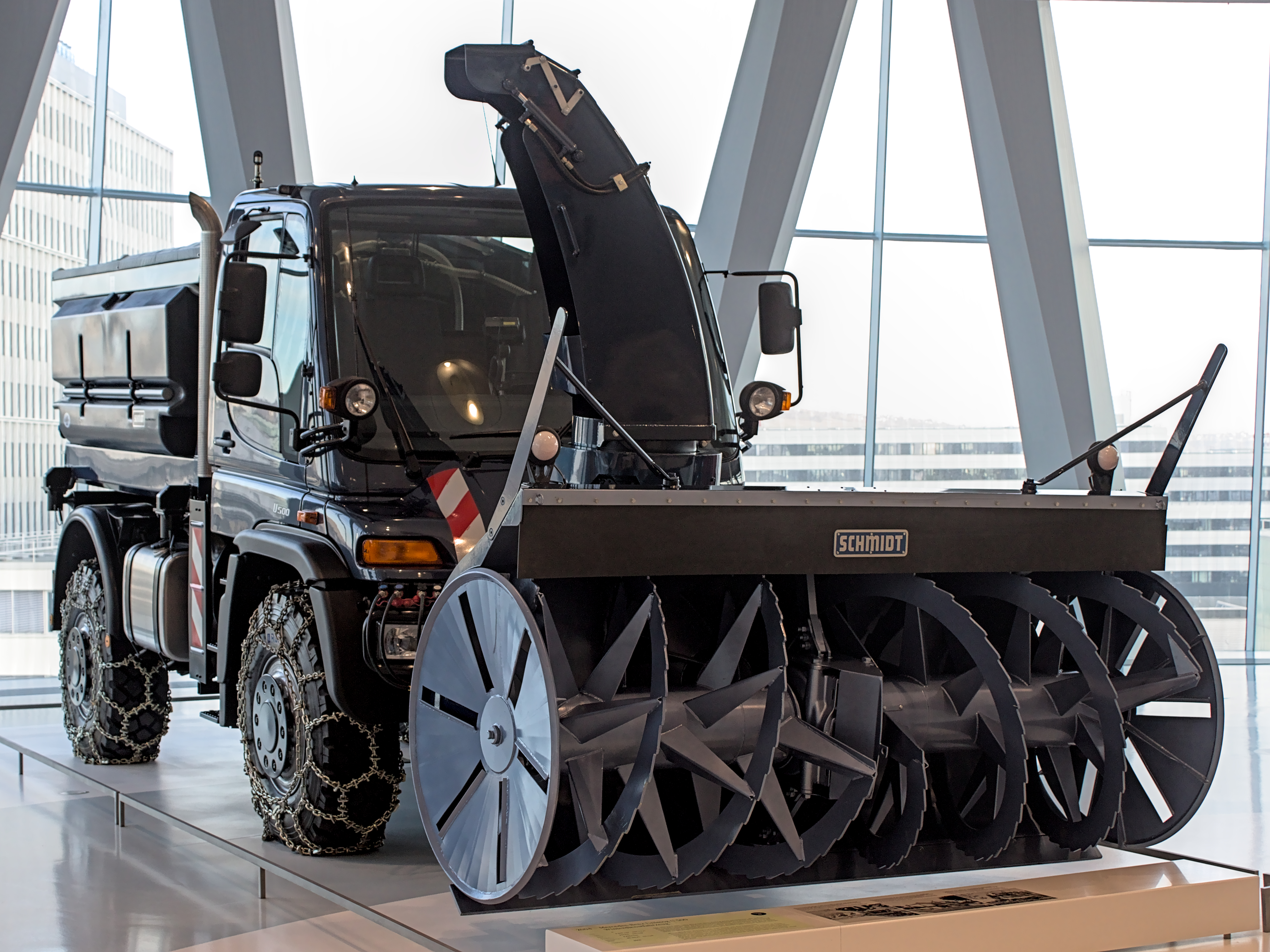
Unimog U 500 sněžná fréza
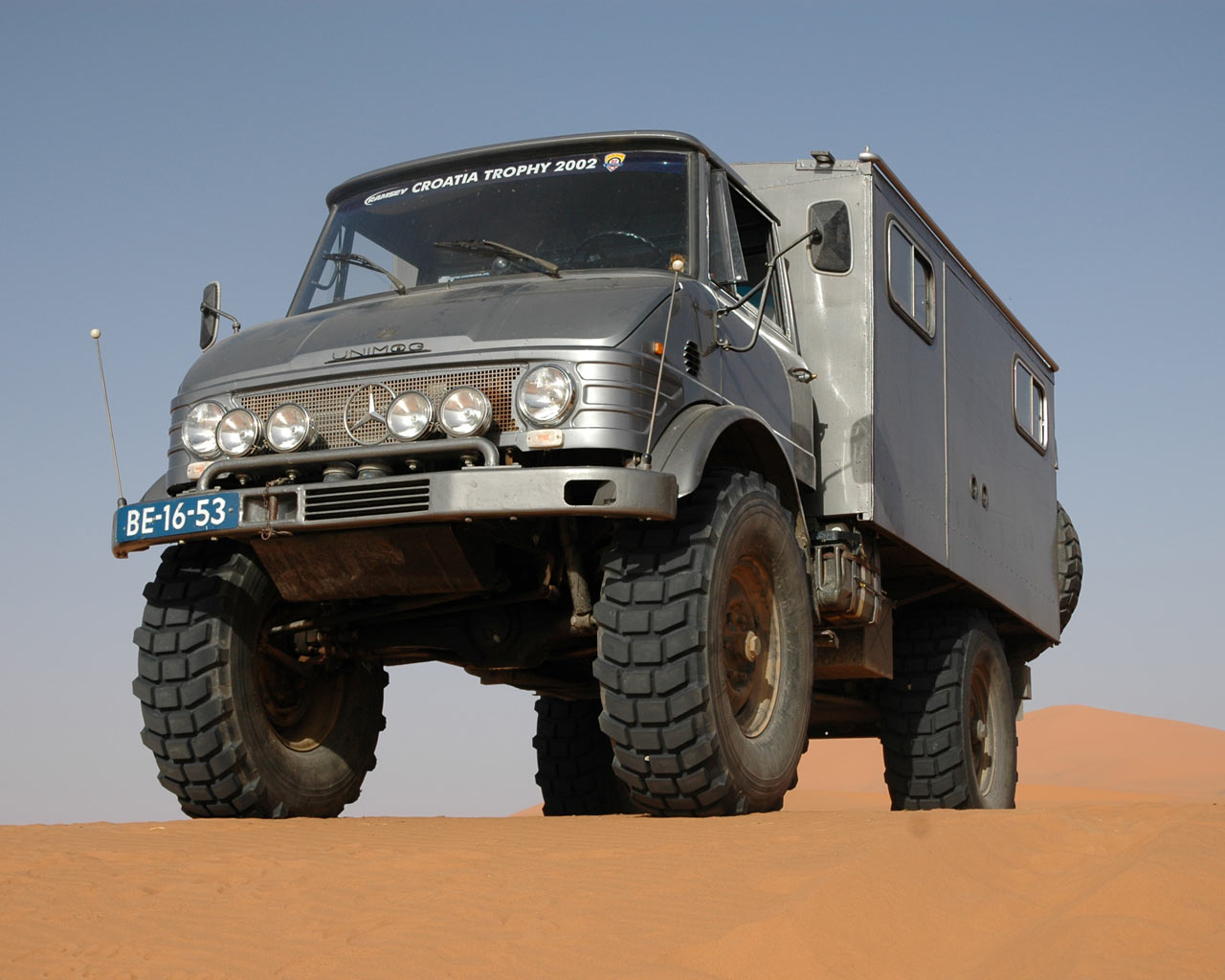
Unimog S404
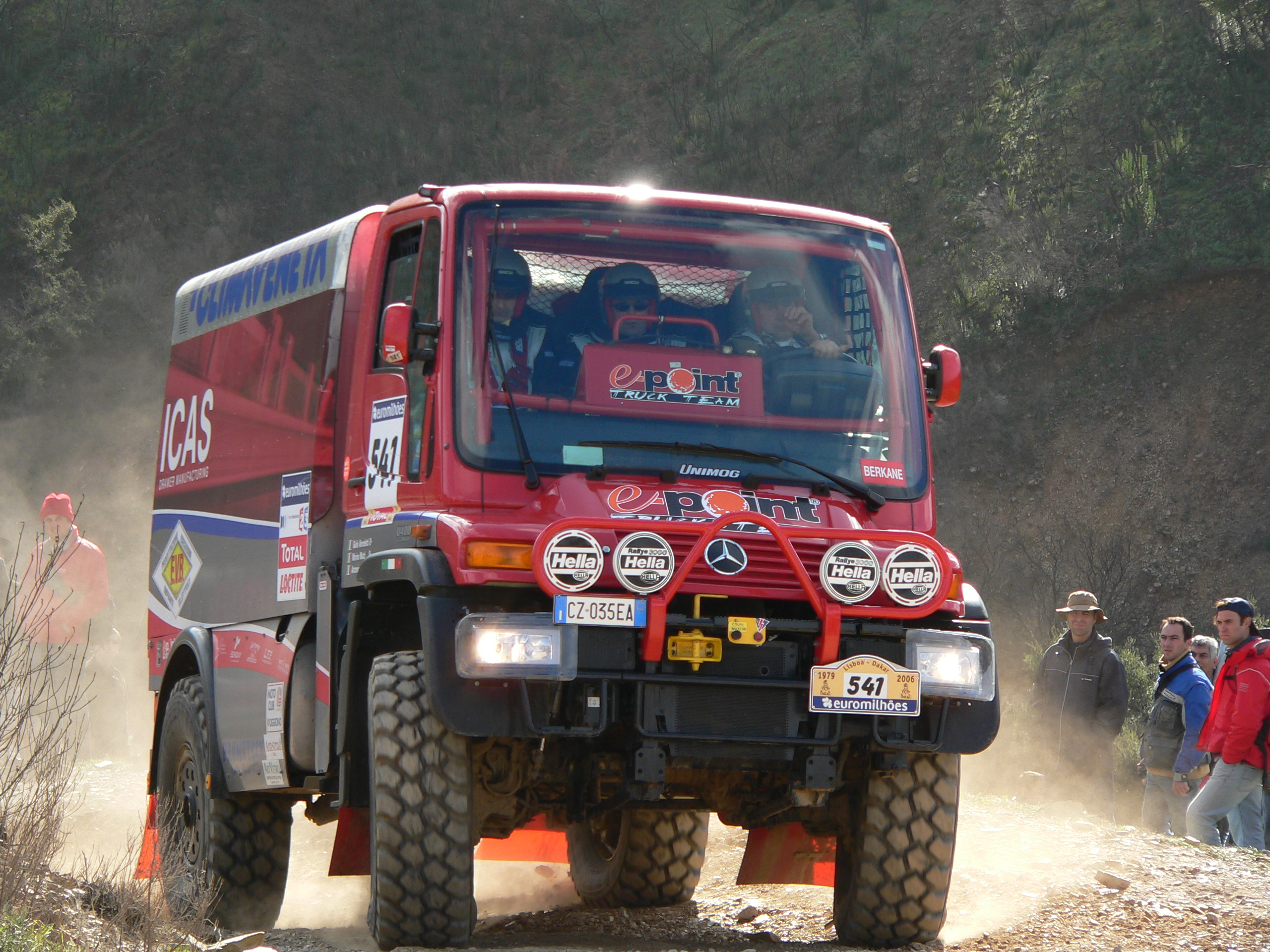
Unimog U400L v závodě Paříž-Dakar 2006
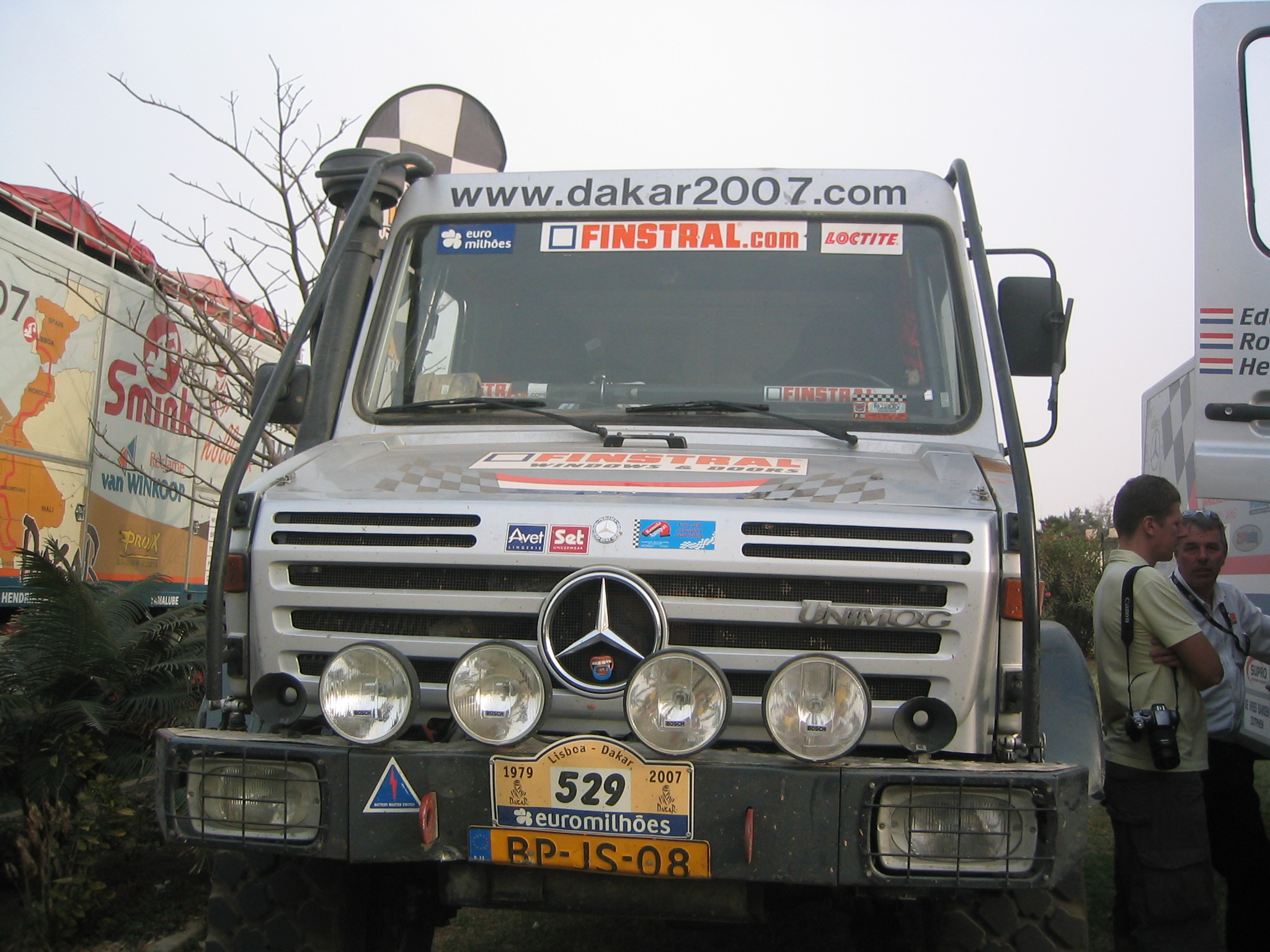
Doprovodný Unimog na Rallye Lisabon-Dakar 2007